# Туразода, Батирбек Бектурди угли
Батирбек Бектурди угли Туразода (18 января 1976 года, Багатский район, Хорезмская область, Узбекская ССР) — узбекский агроном и политический деятель, депутат Законодательной палаты Олий Мажлиса Республики Узбекистан IV созыва. Член Либерально-демократической партии Узбекистана.

## Биография
В 1997 году Батирбек Туразода окончил Самаркандский сельскохозяйственный институт по специальности агроном. В 1992 году начал трудовую деятельность грузчиком в отделе снабжения текстильного комбината в Багате. В 1998—2001 годах работал бухгалтером в ОАО «Туприккала Автохизмат», а в 2001—2003 годах был частным предпринимателем. В 2003 году снова начал работать бухгалтером в ОАО «Тупроккал Автохизмат». С 2004 года руководит частным предприятием «Туразода Ботирбек».
В 2020 году избран в Законодательную палату Олий Мажлиса Республики Узбекистан IV созыва, а также назначен на должность члена Комитета по аграрным и водохозяйственным вопросам Законодательной палаты Олий Мажлиса Республики Узбекистан.